# La Barthe-de-Neste
La Barthe-de-Neste är en kommun i departementet Hautes-Pyrénées i regionen Occitanien i sydvästra Frankrike. Kommunen ligger i kantonen La Barthe-de-Neste som tillhör arrondissementet Bagnères-de-Bigorre. År 2022 hade La Barthe-de-Neste 1 245 invånare.

## Befolkningsutveckling
Antalet invånare i kommunen La Barthe-de-Neste
| Referens: INSEE |